# Paul Broccardo
Paul Broccardo (Dogliani, Piamonte, 15 de abril de 1902 - Niza, 6 de noviembre de 1987) fue un ciclista nacido en Italia pero naturalizado francés en 1929. Fue profesional entre 1920 y 1935, y se especializó en las carreras de seis días. También combinó con el ciclismo en ruta.

## Palmarés
- 1920

1º en La Turbie
- 1921

1º en La Turbie
- 1922

1º en La Turbie
- 1923

1º en La Turbie
- 1925

1º en La Turbie
- - Vencedor de 3 etapas al Tour del Sudeste
- 1926

1º en La Turbie
- 1930

1º en los Seis días de Nueva York (con Gaetano Belloni)
- 1931

1º en los Seis días de Berlín 1 (con Oskar Tietz)
1º en los Seis días de Berlín 2 (con Oskar Tietz)
1º en el Premio Dupré-Lapize (con Georges Wambst)
- 1932

1º en los Seis días de Berlín (con Marcel Guimbretière)
1º en los Seis días de Colonia (con Emil Richli)
- 1933

1º en los Seis días de París (con Marcel Guimbretière)
- 1934

1º en los Seis días de Nueva York (con Marcel Guimbretière)
1º en los Seis días de Ámsterdam (con Marcel Guimbretière)
1º en los Seis días de Dortmund (con Marcel Guimbretière)
- 1935

1º en los Seis días de París (con Marcel Guimbretière)